# Unterseeboot 1235
L'Unterseeboot 1235 (ou U-1235) est un sous-marin (U-Boot) allemand de type IX.C/40 utilisé par la Kriegsmarine pendant la Seconde Guerre mondiale.

## Historique
Mis en service le 17 mai 1944, l'U-1235 passe son temps d'entraînement à Hambourg dans la 31. Unterseebootsflottille jusqu'au 30 novembre 1944. Puis, il est affecté à une unité de combat dans la 33. Unterseebootsflottille à Flensbourg à partir du 1er décembre 1944 .
Il quitte Kiel le 21 décembre 1944 sous les ordres de Franz Barsch et rejoint Horten trois jours plus tard. Le 28 décembre 1944, il quitte Horten pour arriver à Kristiansand deux jours plus tard. Le 31 décembre, nouveau départ pour rejoindre Stavanger qu'il atteint le 3 janvier 1945.
Il effectue sa première patrouille en quittant le port de Stavanger le 19 février 1945 pour une surveillance du secteur au sud-est de l'Islande ; il rallie le port de Bergen le 19 février 1945, soit 14 jours plus tard.
Sa deuxième patrouille part de Bergen le 14 mars 1945, où il revient deux jours plus tard. Le 19 mars 1945, l'U-1235 fait un nouveau départ vers le centre de l'Atlantique Nord. Après 28 jours en mer, le 15 avril 1945, l'U-1235 coule dans l'Atlantique Nord par des charges de profondeur lancées par les destroyers américains USS Stanton et USS Frost à la position géographique de 42° 54′ N, 30° 25′ O. 
Les 57 membres d'équipage meurent dans cette attaque.

## Affectations successives
- 31. Unterseebootsflottille à Wilhelmshaven du 17 mai au 30 novembre 1944 (entrainement)
- 33. Unterseebootsflottille à Flensburg du 1er décembre 1944 au 15 avril 1945 (service active )

## Commandement
- Kapitänleutnant Rolf Bahn de mars à avril 1944
- Franz Barsch 17 mai 1944 au 15 avril 1945

Nota: Les noms de commandants sans indication de grade signifie que leur grade n'est pas connu avec certitude à notre époque à la date de la prise de commandement.

## Navires coulés
L'U-1235 n'a ni coulé, ni endommagé de navire ennemi, n'ayant effectué que des entrainements.

### Sources
- (en) Cet article est partiellement ou en totalité issu de l’article de Wikipédia en anglais intitulé « German submarine U-1235 » (voir la liste des auteurs).